# Старопименовский переулок
Старопи́меновский переу́лок — улица в центре Москвы в Тверском районе между Тверской улицей и Малой Дмитровкой.

## Происхождение названия
Первоначально назывался Пименовский — по церкви преподобного Пимена Великого в Старых Воротниках (угол Пименовского и Воротниковского переулков); известна с 1493 года, разрушена в 1932 году). В середине XVII века слобода Воротники (воротники— те, кто охраняет городские или крепостные ворота, караульные) была переселена в Сущёво, где воротники выстроили в 1672 году церковь Преподобного Пимена, которая стала называться храмом Пимена Нового. Там же возник Пименовский тупик. Во избежание путаницы Пименовский переулок в 1922 году переименовали в Старопименовский. В 1959—1993 годах — улица Медведева, в память о Герое Советского Союза Д. Н. Медведеве (1898—1954) — командире партизанского отряда, действовавшего на Украине во время Великой Отечественной войны, писателе, авторе романов «Это было под Ровно» и «Сильные духом», который на этой улице жил. К 60-летию Победы в Великой Отечественной войне имя Д. Медведева было присвоено новой улице в районе Косино-Ухтомский (ВАО).

## Описание
Старопименовский переулок начинается от Тверской напротив Благовещенского переулка, проходит на северо-восток параллельно Садовой-Триумфальной, пересекает Воротниковский переулок и выходит на Малую Дмитровку.

## Примечательные здания

### По нечётной стороне
- № 5 — мужская гимназия Креймана (1904—1905, архитектор Н. Л. Шевяков; перестроена в 1930-е годы)[1]. Одна из самых первых частных школ Москвы, основана Ф. И. Крейманом в 1858 году, в 1901 году перешла к его сыну, Р. Ф. Крейману. Трёхэтажное кирпичное здание в классицистическом стиле с полукруглым балконом на втором этаже было построено членами Общества выпускников гимназии Креймана на их собственные деньги, гимназия переехала сюда с Петровки в 1905 году. Считалась одной из лучших в Москве, среди её учеников некоторое время был поэт Валерий Брюсов (исключён за атеистические идеи, после чего отдан в мужскую гимназию Л. И. Поливанова).

После революции была национализирована. Некоторое время в здании находилась польская школа, в 1925 году здесь была создана школа, в 1931 году в результате постановления ЦК ВКП(б) «О начальной и средней школе» получившая статус образцовой за № 25. Здесь учились дети партийной элиты, в том числе и дети Сталина — Светлана Аллилуева и Василий Сталин. В 1937 году в результате постановления Совнаркома о нецелесообразности существования образцовых школ стала школой № 175 (с 2008 года — центр образования). Во дворе установлена стела «Воспитанникам школ Свердловского района столицы, погибшим в Великую Отечественную войну» (1968, скульптор В. Б. Шелов, архитектор И. Н. Былинкин).
- № 7 — отделение связи № 105173.
- № 9/5,  ЦГФО — жилой дом Октябрьского райсовета (1934, архитектор В. К. Кильдишев). Угловую часть дома украшают барельефы, размещённые в простенках окон последнего этажа. В 2012 году один из барельефов был поврежден жильцами дома установкой кондиционера, после чего Москомнаследие изменило статус постройки с «объект культурного наследия» до «ценный градоформирующий объект»[4].
- № 11 (во дворе) — дом И. Аверкиева (XVIII—XIX веков, с палатами XVIII века)[1].
- № 11, стр. 2,  памятник архитектуры (региональный) — Палаты Хованских XVII века.
- № 11, стр. 6,  памятник архитектуры (региональный) — флигель городской усадьбы XVII—XIX веков (1815).
- № 15/23, стр. 1 — доходный дом С. И. Костякова (1900, архитектор К. Ф. Буров)[1].
- № 15/23, стр. 2 — доходный дом С. И. Костякова (1909, архитектор К. Л. Розенкампф)[1].

### По чётной стороне
- № 4, стр. 1, 2 — жилые дома Рабочего жилищно-строительного кооператива товарищества (РЖСКТ) имени Л. Б. Красина (1931 — конец 1930-х, архитектор С. А. Власьев). В строении 1 жил альтист Дмитрий Шебалин[5]. В кв. 4 жил зам. главы МГБ М. Рюмин. В настоящее время здесь находится Савёловская межрайонная прокуратура САО.
- № 6 — жилой дом Рабочего жилищно-строительного кооператива товарищества (РЖСКТ) имени Л. Б. Красина (1931 — конец 1930-х, архитектор С. А. Власьев).
- № 8, стр. 1—1а — доходный дом (1906, архитектор П. В. Харко). Здесь жил математик П. С. Урысон[6].
- № 12 — жилой дом. Здесь с 1972 по 1983 год жил диктор Юрий Левитан[7].
- № 14 — жилой дом. В рамках гражданской инициативы «Последний адрес» на доме установлен мемориальный знак с именем экономиста Софьи Ефимовны Бамдас[8], расстрелянной в годы сталинских репрессий. В базе данных правозащитного общества «Мемориал» есть имена 5 жильцов этого дома, расстрелянных в годы террора[9].
- № 16 — жилой дом театральных работников (конец 1920-х — начало 1930-х годов)[10]. В доме жили певицы Ксения Держинская (мемориальная доска, архитектор К. А. Держинский, 1968)[11] и Ирма Яунзем[12]. 24 мая 2015 года в рамках проекта «Последний адрес» на здании были установлены таблички в память о жильцах этого дома, офицере П. А. Бекзадьяне и его брате, дипломате, народном комиссаре иностранных дел Армянской ССР А. А. Бекзадяне[13], расстрелянных в годы сталинских репрессий.